# Jezuaci
Jezuaci – wspólnota zakonna Apostolskich Kleryków św. Hieronima założona przez Jana Colombiniego, w której oddawano szczególną cześć Imieniu Jezus, wyrażaną przez częste wznoszenie spontanicznych okrzyków sławiących Jezusa oraz w radosnych tańcach, prostych laudach, a także przez powtarzanie Imienia Jezus na sposób liturgiczny. To Jezuaci wprowadzili znany zwyczaj pozdrawiania się słowami: „Niech będzie pochwalony Jezus Chrystus” – łac. „Laudetur Jesus Christus. In saecula saeculorum. Amen.”.

## Historia

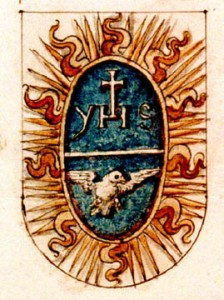
Emblemat jezuatów (Insegne di varii prencipi et case illustri d’Italia e altre provincie, Módena, 1605)

Jezuaci początkowo byli bractwem laickim, którego członkowie rekrutowali się spośród zamożnych mieszkańców Sieny. Senat miasta z obawy przed skandalem usunął ich ze Sieny, ale wkrótce wezwał do opieki nad chorymi i umierającymi podczas zarazy w 1364 roku. Dzięki ustnej aprobacie papieża Urbana V z 1367 roku, bractwo zaczęło szybko rozwijać się. Włoskie miasta, gdzie utworzono nowe klasztory to, między innymi: Lukka, Pistoia, Ferrara, Bolonia, Arezzo, Florencja, Livorno. Poza Wlochami byli obecni w Tuluzie, we Francji, gdzie bracia prowadzili życie pustelnicze.
W 1428 roku papież Marcin V zatwierdził pierwszą regułę jezuatów. W 1499 roku papież Aleksander VI nadał im nazwę Jezuaci św. Hieronima (w skrócie hieronimici), ponieważ osiedlili się przy kościele św. Hieronima w Sienie. W roku 1532 papież Klemens VII bullą Sacra religionis sinceritas nadał im przywileje augustianów, a Pius V zrównał ich w przywilejach z zakonami żebrzącymi, dzięki czemu stali się formalnie zgromadzeniem zakonnym. Trwałym wkładem jezuatów do duchowości chrześcijańskiej było częste, publiczne powtarzanie Imienia Jezus. W 1589 roku praktykę tę zatwierdził papież Sykstus V bullą Reddituri, udzielając odpustów tym wszystkim, którzy będą pozdrawiać się uwielbiając imię Jezusa. Postępujący, wbrew pierwotnym założeniom, proces klerykalizacji zakonu, sprawił, że mnisi zaniedbali własny charyzmat, dopuszczając się także różnych nadużyć co do święceń kapłańskich. Z tego powodu papież Klemens IX bullą Romanus pontifex z 6 grudnia 1668 roku rozwiązał zakon, liczący wtedy kilkuset członków zgrupowanych w 34 klasztorach na terenie Włoch.

### Jezuatki
Jan Colombini razem ze swoją kuzynką Katarzyną Colombini założył również żeńską gałąź bractwa (znaną jako jezuatki lub hieronimitki), która przetrwała do początku XIX wieku.

## Pierwsze słowa Karola Wojtyły po wyborze na papieża
16 października 1978 roku na centralnym balkonie bazyliki św. Piotra w Watykanie, po zapowiedzi kardynała protodiakona: „Annuntio vobis gaudium magnum – habemus papam...”, nowo wybrany papież Jan Paweł II po ukazaniu się zgromadzonym wypowiedział jako pierwsze swoje słowa pozdrowienie: „Sia lodato Gesù Cristo” – „Niech będzie pochwalony Jezus Chrystus”.